# Johann Ferdinand von Stechow
Johann Ferdinand von Stechow (* 11. Januar 1718; † 18. März 1778) war ein preußischer Generalleutnant, Ritter des Schwarzen Adlerordens und Träger des Ordens Pour le Mérite.

## Leben und familiäres Umfeld
Johann Ferdinand von Stechow stammte aus der Linie Kotzen seines im Westhavelland ansässigen märkischen uradligen Geschlechtes. Er wurde auf dem väterlichen Gut Kotzen, das sich seit dem 14. Jahrhundert bis zur Bodenreform in der sowjetischen Besatzungszone 1945 im Besitz der Familie befand, im Januar 1718 geboren. Seine Eltern waren der Kgl. preuß. Oberst und Generalintendant der preuß. Armee Friedrich Wilhelm von Stechow (1692–1771), Gutsherr auf Kotzen und Stechow II und Träger des Ordens Pour le Merite, und die Marie Elisabeth von Brösigke (1697–1757). Er starb am 18. März 1778 in Breslau. Verheiratet war er seit dem 29. April 1772 mit Johanna Gräfin von Sandreczky und Sandraschütz (1746–1789). Der Ehe entspross ein Sohn Ferdinand Friedrich von Stechow (1774–1854), der später Landrat des Kreises Löwenberg wurde.

## Militärische Laufbahn
Johann Ferdinand von Stechow wählte, wie für einen jungen Adligen üblich, den Soldatenberuf. Im dritten Schlesischen Krieg avancierte er bis 1758 zum Range eines Majors im Regiment Prinz von Preußen. In diesem Regiment zeichnete er sich so aus, dass sein Vorgesetzter Oberstleutnant Graf von Lottum, König Friedrich II. vorschlug, ihn mit dem Orden pour le merite auszuzeichnen und ihn gleichzeitig zu befördern. Mit Allerhöchster Kabinettsorder vom 30. August 1758 folgte der König Lottums Vorschlag. In der AKO vom 30. August 1758 heißt es: ,.... Auf Euer Schreiben vom 29.ds. habe Ich denen Majors von Stechow.......den Orden pour le merite in Ansehung ihres Wohlverhaltens konferieret, auch das Mir von Euch vorgeschlagene Avancement......placidieret....
Johann Ferdinand von Stechow stieg in der Folgezeit weiter auf. Er wurde Oberst und Kommandeur des Infanterie-Regiments von Stechow (Nr. 29) und beendete seine militärische Laufbahn im Range eines Generalleutnants. Der König blieb ihm gewogen und zeichnete ihn mit verschiedenen Ehrenämtern aus. So wurde er zum Amtshauptmann von Driesen ernannt und zum Prälaten des Domstifts Kolberg erhoben. Schließlich verlieh ihm der König den höchsten preußischen Orden, den Schwarzen Adlerorden. Stechow erwarb nach den Kriegen die Güter Arnoldsmühle (Kreis Breslau) und Blumenrode, (Kreis Neumarkt) in Schlesien, die er bis zu seinem Tode 1778 bewirtschaftete.